# Gymnura sereti
Gymnura sereti is een vissensoort uit de familie van de vlinderroggen (Gymnuridae). De wetenschappelijke naam van de soort is voor het eerst geldig gepubliceerd in 2017 door Leandro Yokota en Marcelo R. de Carvalho.